# 守山閣叢書
《守山閣叢書》，錢熙祚輯，共收書112種，凡656卷。
道光年間，得張海鵬之《墨海金壺》、《借月山房匯抄》殘版，又從文瀾閣《四庫全書》中收錄流傳較少之書，輯成《守山閣叢書》。《墨海金壺》采自《永樂大典》，有大量四庫館臣未收之書。書成後，阮元與胡紹翬皆替《守山閣叢書》寫序。張之洞稱此叢書“其書五百年中，必不泯滅也”。
《守山閣叢書》輯成後，钱熙祚仍以為有“遗珠之憾”，再將《墨海金壶》未收入《守山閣叢書》餘書28種，再辑为《珠叢別錄》82卷。道光二十六年(1846年)，钱熙祚已去世，由其子辑刊。《中國哲學史史料學》把嚴可均輯本誤作《守山閣叢書》本。